# Cisco Network Registrar
Het Cisco Network Registrar (CNR) pakket bevat een Domain Name System (DNS)-server, Dynamic Host Configuration Protocol (DHCP)-server, een Trivial File Transfer Protocol (TFTP)-server en Simple Network Management Protocol (SNMP)-services. CNR biedt regionale / lokale beheermogelijkheden en is beschikbaar voor 32 en 64 bit-servers.

## DHCP-server
CNR is een DHCP/DHCPv6-server voor kabel en vergelijkbare ISP's omdat het ondersteuning biedt voor failover-functionaliteit tussen redundant uitgevoerde servers, dynamische DNS updates en integratie met directory-services via Lightweight Directory Access Protocol (LDAP). Tevens is het pakket zodanig opgebouwd dat het de zware belasting zoals voorkomt in kabel-internet netwerken kan afhandelen.

## DNS-server
De DNS-server in CNR 7.1 biedt ondersteuning voor authoratieve en recursieve configuratie. Daarnaast ondersteunt het incremental zone-transfer en biedt het dynamische DNS ondersteuning in combinatie met de DHCP-server. De DNS-server ondersteunt resolving van IPv6-aanvragen maar biedt nog geen IPv6 authoratieve server. Het ondersteunt TSIG-authenticatie van de zone-transfers maar heeft het nog niet de volledige DNSSEC-ondersteuning.

## Regionale / Lokale Management opties
CNR ondersteunt een 'regionale' cluster van servers and optioneel tot 100 lokale server-clusters. Het beheer van de service kan centraal geregeld worden maar bij verstoring in de communicatie tussen de lokale en de regionale servers kunnen de lokale servers gewoon de requests van de lokale clients blijven uitvoeren en kan er ook lokaal beheer gepleegd worden. De beheer mogelijkheden kunnen zeer uitgebreid geconfigureerd worden naar wens van de gebruiker, zowel op regionaal als lokaal niveau. Het beheer van CNR geschiedt via een command-line interface en/of een webinterface. Er zijn mogelijkheden om configuratie-data te pushen van regionaal naar lokaal of te pullen vanaf de lokale clusters.

## Geschiedenis
CNR is van oorsprong een ontwikkeling van de American Internet Corporation. American Internet is begin 1999 overgenomen door Cisco Systems

### Huidige versies enend-of-life
| Versie  | release-datum   | end-of-sale datum | end-of-support/end of life | Notitie               |
| ------- | --------------- | ----------------- | -------------------------- | --------------------- |
| CNR 7.1 | 29 juli 2009    | n.v.t.            | n.v.t.                     | current release       |
| CNR 7.0 | 14 januari 2008 | n.v.t.            | n.v.t.                     | nog beschikbaar       |
| CNR 6.3 | 12 oktober 2007 | 1 juni 2010       | 31 mei 2013                |                       |
| CNR 6.2 | 31 januari 2006 | 19 september 2008 | 19 september 2011          |                       |
| CNR 5.0 |                 |                   |                            | niet meer ondersteund |
| CNR 3.5 |                 |                   |                            | niet meer ondersteund |